# 鐵金剛勇破火箭嶺
《鐵金剛勇破火箭嶺》（英語：You Only Live Twice）是一部1967年的諜報電影，同時也是第五部詹姆斯·邦德系列电影。本片是首齣有華裔邦女郎（周采芹）演出的詹姆士·龐德電影，是迄今唯一一部場景完全在亞洲的007電影，片中加入了大量亞洲元素，片頭以中國、日本式的紙傘作主題。

## 劇情簡介
美國载人飞船「木星16號」，在宇航员進行太空漫步時，被不明飛行物體攻擊，太空船和太空人下落不明，被不明物體吞噬。在美英蘇高峰會上，美國指控蘇聯攻擊美國衛星，並表示二十天後將再度發射载人飞船，要求蘇聯不得干擾，否則開戰，而蘇聯則極力否認。英國則表示夏威夷雷達站偵測到不明飛行物體的微弱訊號來自日本，因此不認同是蘇聯所為，並表示已有情報員007在香港進行調查。與此同時，英國軍情六處特工詹姆士·龐德正與中國美女共度春宵，但沒想到是美人計，龐德遭到埋伏槍手射殺。不久，英國在香港為龐德舉行海葬，龐德的棺木被投入水中，但沒想到龐德卻復活了，原來這是代號『間諜之死』的作戰行動，是龐德為掩飾身分的計謀，目的是為了將龐德的身分消失，好方便他行動。上司M將指派龐德調查太空船「木星16號」失蹤的事件，以避免爆發世界大戰，但所有一切證據顯示出的跡象，目標卻指向了日本，而在層層陰謀的背後，卻有魔鬼黨的組織影子在蠢蠢欲動......

## 製作花絮
《雷霆谷》曾於1970年與第四部占士·邦系列影片《霹靂彈》再次上映。
丰田于1967年-1970年生产的双门跑车“豐田2000GT”于该片中以敞篷车的形式出现，而这款敞篷的2000GT并未投产。

## 角色
- 詹姆士·龐德：史恩·康納萊
- 明子：若林映子
- 恩斯特·布洛費：當奴·派辛斯
- 田中·老虎：丹波哲郎
- 鈴木 ：濱美枝
- 林：周采芹
- 大里：島田輝（英语：Teru Shimada）
- M先生：柏納德·李
- Q先生：戴斯蒙·李維林
- 錢·潘霓：洛伊絲·麥克斯韋（英语：Lois Maxwell）
- 魔鬼黨3號：郭弼
- 漢斯(布魯弗手下)：羅納德·里區（英语：Ronald Rich）
- 佐田之山晉松、鶴ヶ嶺昭男（英语：Tsurugamine Akio）、琴櫻傑將、富士錦猛光（英语：Fujinishiki Akira）等特別演出

## 拍攝地點
- 香港
- 日本

銀座四丁目、營團地下鐵（今 東京地下鐵）丸之內線、新大谷飯店、藏前國技館、東京鐵塔、駒澤通、姬路城、鹿兒島縣坊津、九州新燃岳

## 主題曲
由南茜·辛纳特拉（Nancy Sinatra）演唱的同名歌曲「You Only Live Twice」

## 外部連結
- 互联网电影数据库（IMDb）上《鐵金剛勇破火箭嶺》的资料（英文）
- Box Office Mojo上《鐵金剛勇破火箭嶺》的資料（英文）
- 豆瓣电影上《鐵金剛勇破火箭嶺》的資料 （简体中文）
- AllMovie上《鐵金剛勇破火箭嶺》的资料（英文）
- 爛番茄上《鐵金剛勇破火箭嶺》的資料（英文）